# Javron-les-Chapelles
Javron-les-Chapelles ist eine französische Gemeinde mit 1.343 Einwohnern (Stand: 1. Januar 2022) im Département Mayenne in der Region Pays de la Loire; sie gehört zum Arrondissement Mayenne und zum Kanton Villaines-la-Juhel. Die Einwohner werden Javronnais genannt. Sie ist eine mit dem Regionalen Naturpark Normandie-Maine assoziierte Zugangsgemeinde.

## Geographie
Javron-les-Chapelles liegt an der Aisne, etwa 24 Kilometer nordöstlich von Mayenne. Umgeben wird Javron-les-Chapelles von den Nachbargemeinden Neuilly-le-Vendin im Norden, Saint-Aignan-de-Couptrain im Nordosten, Saint-Cyr-en-Pail im Osten, Villepail im Osten und Südosten, Crennes-sur-Fraubée im Südosten, Le Ham im Süden, Charchigné im Westen, Chevaigné-du-Maine im Westen und Nordwesten sowie Madré im Nordwesten.
Durch die Gemeinde führt die Route nationale 12.

## Geschichte
Zum 1. Januar 1973 wurden die bis dahin eigenständigen Kommunen Javron und Les Chapelles zur heutigen Gemeinde zusammengeschlossen.

### Bevölkerungsentwicklung
| 1962                       | 1968 | 1975 | 1982 | 1990 | 1999 | 2006 | 2019 |
| -------------------------- | ---- | ---- | ---- | ---- | ---- | ---- | ---- |
| 1364                       | 1335 | 1490 | 1455 | 1400 | 1512 | 1473 | 1379 |
| Quellen: Cassini und INSEE |      |      |      |      |      |      |      |

## Sehenswürdigkeiten

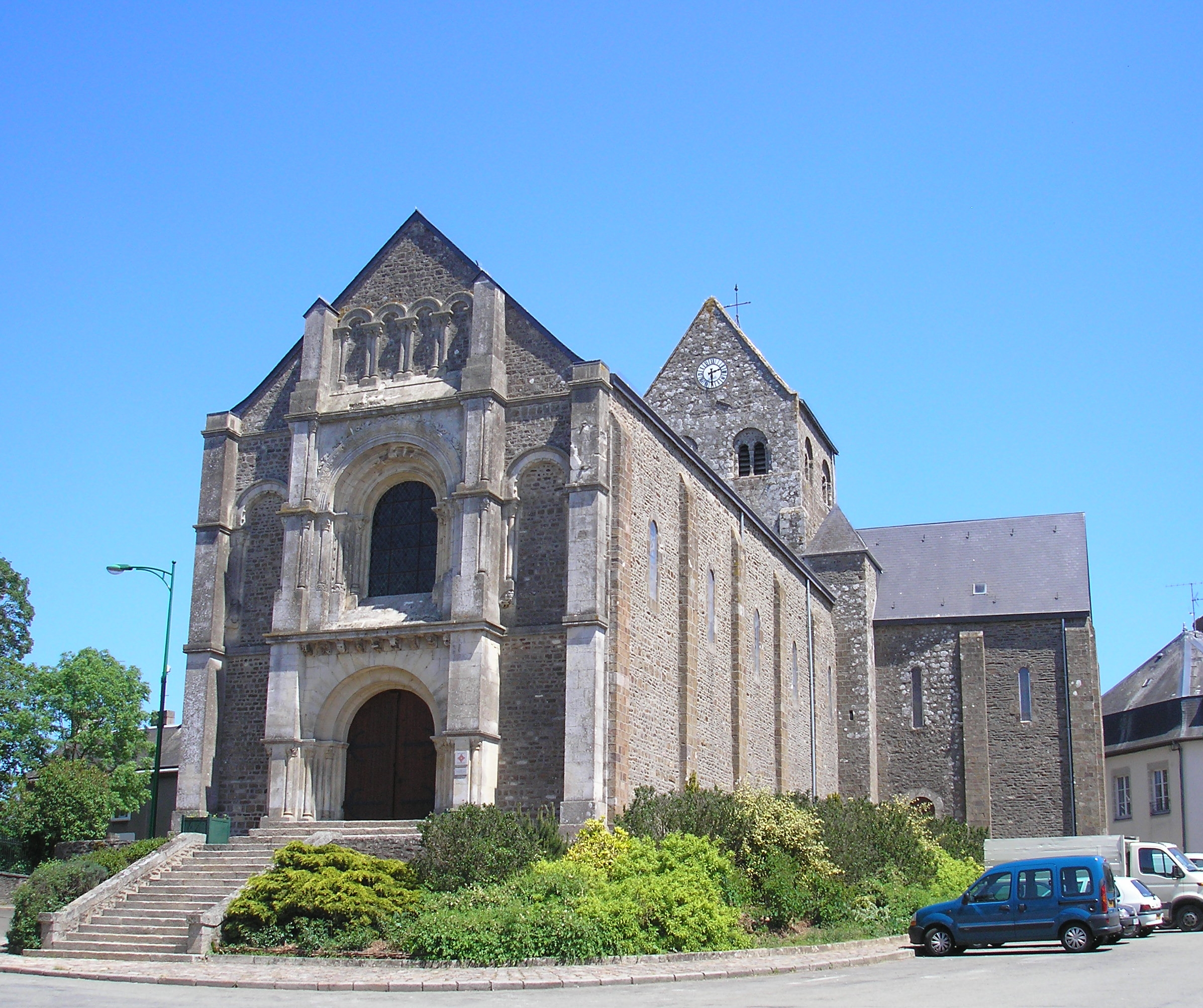
Kirche Saint-Jean-Baptiste

- Kirche Saint-Jean-Baptiste in Javron, Monument historique
- Kirche Notre-Dame-de-l'Assomption in Les Chapelles aus dem 19. Jahrhundert
- Statuen von Jeanne-d'Arc und Saint-Jean
- Glimmerschieferlagerstätte von Chattemoue

## Persönlichkeiten
- Charles Julien Fanneau de Lahorie (1758–1822), Navigator
- Victor-Claude-Alexandre Fanneau de Lahorie (1766–1812), General
- Jules-Ernest Houssay (1844–1912), Geistheiler, Vikar in Javron